# Josefine Tomine Eriksen
Josefine Tomine Eriksen (* 16. August 2000) ist eine norwegische Leichtathletin, die sich auf den Sprint spezialisiert hat.

## Sportliche Laufbahn
Erste Erfahrungen bei internationalen Meisterschaften sammelte Josefine Tomine Eriksen im Jahr 2016, als sie bei den erstmals ausgetragenen Jugendeuropameisterschaften in Tiflis in 55,26 s die Bronzemedaille im 400-Meter-Lauf gewann und mit der norwegischen Sprintstaffel (1000 Meter) disqualifiziert wurde. Im Jahr darauf schied sie bei den U20-Europameisterschaften in Grosseto mit 56,03 s in der ersten Runde über 400 Meter aus und auch 2021 schied sie bei den U23-Europameisterschaften in Tallinn mit 55,77 s im Vorlauf über 400 Meter aus. Zudem verpasste sie dort mit der 4-mal-400-Meter-Staffel in 3:47,93 min den Finaleinzug. 2020 begann sie zudem ein Studium an der University of Utah in den Vereinigten Staaten. 2023 wurde sie bei der 3. Liga der Team-Europameisterschaft im Rahmen der Europaspiele in Chorzów in 3:15,67 min Vierte im B-Lauf der Mixed-Staffel über 4-mal 400 Meter. Im Jahr darauf wurde sie bei den World Athletics Relays 2024 in Nassau in 3:26,88 min Fünfte in der 4-mal-400-Meter-Staffel und sicherte damit dem Team einen Startplatz bei den Olympischen Spielen in Paris. Im Juni schied sie bei den Europameisterschaften in Rom mit 3:26,05 min im Vorlauf mit der Staffel aus und anschließend verpasste sie bei den Olympischen Sommerspielen in Paris mit 3:28,61 min den Finaleinzug.

## Persönliche Bestleistungen
- 400 Meter: 52,36 s, 19. April 2024 in Walnut
- 800 Meter: 2:01,44 min, 6. Juni 2024 in Eugene